# Netzhautablösung
Eine Netzhautablösung (lateinisch Ablatio retinae, Amotio retinae oder Remotio retinae) bezeichnet die Ablösung der inneren Anteile der Netzhaut (Neuroretina) des Auges von ihrer Versorgungsschicht, dem retinalen Pigmentepithel (Pars pigmentosa). Sie stellt einen augenärztlichen Notfall dar. In den meisten Fällen findet eine Progression in Richtung Sehzentrum (Makula) statt, welche das Ausmaß des nötigen Eingriffs vergrößert und die Prognose der endgültig erhaltbaren Sehkraft mit Erreichen des Sehzentrums radikal verschlechtert.
Speziell disponiert für Netzhautablösung sind kurzsichtige Personen. Die Auftretenswahrscheinlichkeit (Inzidenz) der Netzhautablösung in nicht-operierten kurzsichtigen Augen in der allgemeinen Bevölkerung wird in großen Studien mit 0,71 % bis 3,2 % angegeben und steigt auf das über 100-fache in Augen mit extrem hoher Kurzsichtigkeit über −15 Dioptrien (Dpt) speziell in der Altersgruppe zwischen dem 20. und 40. Lebensjahr.
Ernst Adolf Coccius und Frans Cornelis Donders hatten 1853 die Netzhautablösung mit dem Ophthalmoskop nachweisen können.

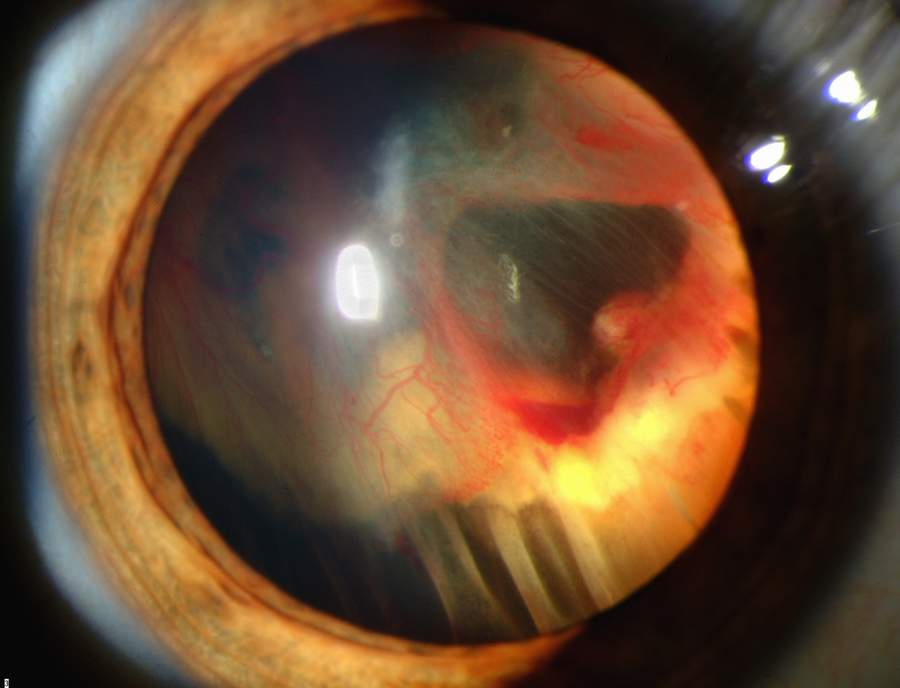
Spaltlampendarstellung einer Netzhautablösung

## Entstehung und Formen
Die Neuroretina liegt dem Pigmentepithel normalerweise direkt auf, ist allerdings nur am Sehnervenkopf (papilla nervi optici, Papille) und in ihrer äußersten Peripherie hinter der Iris fest mit ihm verbunden. Im Übrigen wird der enge Kontakt durch eine aktive Pumpleistung des Pigmentepithels und die Verzahnung der Stäbchen und Zapfen mit den Pigmentepithelzellen aufrechterhalten. Die intakte Neuroretina wird also vom Pigmentepithel gleichsam angesaugt.

### Rissbedingte Netzhautablösung (Rhegmatogene amotio retinae)

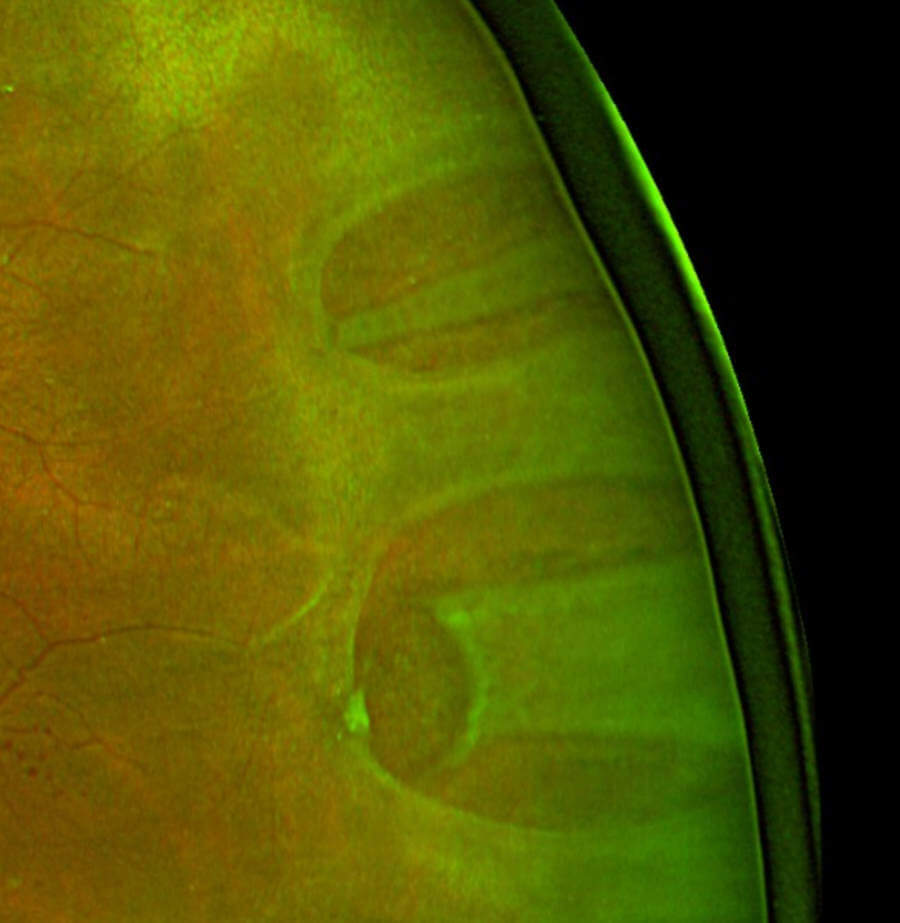
Rissbedingte Netzhautablösung – Hufeisenforamen

Zugkräfte von Anheftungsstellen des Glaskörpers an die Neuroretina können zu Rissen führen. Diese Risse ermöglichen das Eindringen von Flüssigkeit zwischen Neuroretina und Pigmentepithel und führen so zu einem örtlichen Zusammenbrechen des Sogs zwischen den beiden Schichten. Es kommt zu einer örtlichen Netzhautablösung, die sich durch weiteres Einströmen von Flüssigkeit innerhalb von Stunden über die gesamte Netzhautfläche ausdehnen kann.
Lange nahm man auch bei der LASIK-Operation aus mechanistischen Überlegungen wegen des Anlegens des Saugrings zur Führung des Keratoms ein erhöhtes Risiko für Netzhautablösung an. Eine Studie an über 12.000 Augen, die an einer Kurzsichtigkeit von bis zu −10 Dpt operiert worden waren, zeigte eine niedrige Rate an Netzhautablösung. Die Inzidenz lag bei 0,05 % (11/22,296) im ersten Jahr, bei 0,15 % (18/11,371) nach fünf Jahren und bei 0,19 % (22/11,594) zehn Jahre nach der LASIK-Operation.

### Zugbedingte Netzhautablösung (Traktive amotio retinae)
Auf der Netzhautoberfläche können sich bei verschiedenen Erkrankungen wie z. B. der diabetischen Retinopathie Bindegewebsmembranen ausbilden. Diese Membranen haften an einigen Punkten fest an der Netzhaut. Sie neigen zum Schrumpfen und ziehen dabei die Netzhaut zeltartig von ihrer Unterlage ab.

### Durch Einlagerung von Flüssigkeit bedingte Netzhautablösung (Seröse amotio retinae)
Bei einer Schädigung der Netzhautgefäße z. B. im Rahmen einer Entzündung und einer Einschränkung der Pumpfunktion des Pigmentepithels kann es zu einer Flüssigkeitsansammlung unter der Neuroretina kommen, die eine Abhebung der Netzhaut bewirkt (Seröse amotio retinae oder Retinopathia centralis serosa). Eine solche Flüssigkeitsansammlung, die zur Abhebung der Netzhaut führt, kann auch angeboren sein (zum Beispiel Morbus Coats).

### Tumorbedingte Netzhautablösung
Ein Tumor unter der Netzhaut kann durch seine Raumforderung und über eine begleitende seröse Amotio ebenfalls eine Netzhautablösung verursachen.

### Druckwellenbedingte Netzhautablösung
Häufiger Einsatz von Feuerwaffen mit Munition größeren Kalibers (z. B. .50 BMG) und mit Mündungsbremsen kann zur allmählichen, punktuellen Netzhautablösung führen. Die nach hinten zum Schützen hin umgelenkten Verbrennungsgase der Treibladung erzeugen im Augapfel Druckwellen, die die Netzhaut entsprechend vorschädigen.

## Symptome
Symptome besonders der rissbedingten Netzhautablösung sind das Sehen von Blitzen (Photopsien) als Folge des Glaskörperzugs, das plötzliche Auftreten von dichten schwarzen oder roten Flecken im Gesichtsfeld (Rußregen) als Folge einer mit dem Netzhautriss einhergehenden Glaskörperblutung sowie vorhang- und balkenartige Gesichtsfeldeinschränkung, wenn die Netzhautablösung größere Ausmaße erreicht hat. Die Netzhaut-Ablösung stellt eine der wichtigsten Notfallsituationen in der Augenheilkunde dar, da sie in der Regel unbehandelt zur Erblindung führt. Früh erkannt und schnell behandelt durch Argon-Lasertherapie, Kryokoagulation oder eindellende Plomben-Operation kann das Augenlicht in der Regel immer gerettet werden. Erste Selbsthilfemaßnahme ist das Vermeiden von Kopfbewegungen und Ruhe, bis Fundoskopie oder Ultraschall des Auges eine eindeutige Diagnose erlaubt haben.
Jedoch kann das Ablösen auch völlig ohne Symptome geschehen und erst bei Erreichen der Makula sichtbar werden, beispielsweise durch eine verzerrte Darstellung (Metamorphopsie), vergleichbar mit einem Fehler in einem Glas.

## Folgen
Ist die Netzhaut mit ihren Nervenzellen und Photorezeptoren nicht mehr durch den Kontakt mit dem Pigmentepithel versorgt, kann es je nach Dauer zu einem irreparablen Funktionsverlust (Erblindung) der betroffenen Netzhautareale kommen. Nach Wiederanlage kann über Wochen bis Monate eine Besserung eintreten.
Bei Fortbestehen einer vollständigen Netzhautablösung droht langfristig eine schmerzhafte Schrumpfung des Augapfels (Phthisis bulbi) und damit der Verlust des Auges.

## Therapie
Eine Netzhautablösung wird meist operativ behandelt. Ein operatives Verfahren zur Therapie der Netzhautablösung wurde 1921 von Jules Gonin erstmals vorgestellt. Das Vorgehen ist abhängig von ihrer Ursache, Lage und Ausdehnung.
Insbesondere Ursachen (Löcher, Traktionen etc.) in der unteren Hemisphäre des Auges bedürfen überdurchschnittlich häufig chirurgischer Versorgung mit Silikonöltamponaden, da aufgrund der aufschwimmenden Eigenschaften der Gase, aber auch einzelner Silikonöle oft keine ausreichende Netzhautanlage und Lochabdichtung in den unteren Anteilen erreicht werden kann.

### Pneumatische Retinopexie
Durch Einbringen eines Gasgemisches mit Bestandteilen wie zum Beispiel Perfluorethan, Perfluorpropan, Octafluorpropan, Schwefelhexafluorid oder Stickstoff in das Innere des Augapfels (Bulbus) und entsprechende Kopfhaltung kann die abgelöste Retina an das Pigmentepithel wieder angelegt werden. Das Gas wird nach einigen Wochen resorbiert. Die pneumatische Retinopexie wird immer mit der Kryopexie und/oder der Laserbehandlung kombiniert.

### Laserbehandlung
Bei einer örtlich begrenzten, nicht allzu großen Ablösung kann ein Laser eingesetzt werden, der das Fortschreiten aufhalten kann. Die Annahme, mit dem Laser die Netzhaut auf der Versorgungsschicht festschweißen zu können, ist verbreitet, aber insofern falsch, als der therapeutische Effekt nicht sofort eintritt. Es werden durch die Laserwirkung in der noch nicht abgehobenen Umgebung Narben erzeugt, die nach etwa fünf Tagen Neuroretina und Pigmentepithel fest miteinander verbinden. Ein ähnliches Prinzip nutzte bereits 1927 der Schweizer Augenarzt Jules Gonin durch die Anwendung der Kauterisation zur Behandlung der Netzhautablösung.

### Operative Behandlung mittels Plombe, Cerclage und Vitrektomie (Glaskörperentfernung)
Operative Maßnahmen zur Wiederanlage der Netzhaut haben den Verschluss der verursachenden Netzhautablösung und eine Entspannung des Glaskörperzuges zum Ziel. Dies kann zum Beispiel durch das Aufnähen von speziell geformten Kunststoffpolstern (Plomben) oder durch die zirkuläre Umschlingung des Bulbus mit flexiblen Silikonbändern oder -schläuchen (Buckelchirurgie) außen auf den Augapfel erreicht werden, die ihn eindrücken, so dass der Kontakt zwischen Pigmentepithel und Neuroretina wiederhergestellt und dem Glaskörperzug entgegengewirkt wird („Eindellende Operation“). Mit der Verbesserung der operativen Technik der Vitrektomie werden inzwischen aber zunehmend (ergänzende) Eingriffe von der Innenseite des Augapfels her durchgeführt. Dabei werden der Glaskörper und traktive (siehe oben) Membranen möglichst vollständig entfernt und ein Lochverschluss durch tamponierende Gase oder Flüssigkeiten erreicht. Jedoch wird insbesondere bei jungen Patienten mit (noch) klarer Augenlinse oft versucht, ohne Glaskörperchirurgie zum Erfolg zu kommen, da alle Tamponaden eine deutlich beschleunigte Linsentrübung (Katarakt) nach sich ziehen.

### Kryo-Chirurgie (Kryoretinopexie)
Ist der Riss zu groß oder zu weit in der Peripherie des Auges, so kann er durch einen kryochirurgischen Eingriff behandelt werden. Bei diesem Verfahren wird ein Kältestift auf der Außenseite des Auges aufgesetzt, während der Effekt auf die Netzhaut durch die Pupille beobachtet wird. Der Eingriff dauert etwa 20 Minuten.

### Weitere Behandlungsansätze
Bei einer serösen Amotio wird, wenn möglich, die zugrundeliegende Entzündung behandelt. Bei einer tumorbedingten Amotio richtet sich die Behandlung in der Regel zunächst auf den Tumor.

## Vorsorge
Insbesondere Menschen mit Risikofaktoren für eine Netzhautablösung, z. B. bei hoher Kurzsichtigkeit, schlecht eingestelltem Diabetes, Netzhautablösung am anderen Auge oder bei familiär gehäuftem Auftreten der Erkrankung, sollten ihre Netzhaut regelmäßig vom Augenarzt auf Schwachstellen untersuchen lassen. Die routinemäßige Untersuchung der Netzhaut von Frühgeborenen in den ersten Lebenswochen soll Frühstadien der Frühgeborenenretinopathie aufdecken, die unbehandelt zur Netzhautablösung führt. Die Kryoretinopexie ist eine Maßnahme mit Kälteanwendung in Verbindung mit operativen Prozeduren anderer Netzhautschäden, um das Risiko unbeabsichtigter Netzhautablösung zu mindern.